# Nomada parkeri
Nomada parkeri är en biart som beskrevs av Evans 1972. Nomada parkeri ingår i släktet gökbin, och familjen långtungebin. Inga underarter finns listade i Catalogue of Life.